# پاپن‌هایم
شهر پاپن‌هایم (به آلمانی: Pappenheim) در ایالت بایرن در کشور آلمان واقع شده‌است.